# Lycoperdina gomerae
Lycoperdina gomerae es una especie de coleóptero de la familia Endomychidae.

## Distribución geográfica
Es endémica de La Gomera, en las islas Canarias (España).